# Fresné-la-Mère
Fresné-la-Mère – miejscowość i gmina we Francji, w regionie Normandia, w departamencie Calvados.
Według danych na rok 1990 gminę zamieszkiwało 425 osób, a gęstość zaludnienia wynosiła 52 osoby/km² (wśród 1815 gmin Dolnej Normandii Fresné-la-Mère plasuje się na 491. miejscu pod względem liczby ludności, natomiast pod względem powierzchni na miejscu 637.).